# Regioselektivita
V chemii se pojmem regioselektivita označuje jev, kdy ke vzniku či zániku chemické vazby dochází na určitém místě v molekule častěji než na jiných, kde by teoreticky mohlo proběhnout. Často se takto označují případy, kdy může reaktant působit na místa s různou polohou v rámci molekuly substrátu, například kde může silná zásada odštěpit proton, nebo kde se na substituovaný benzenový kruh připojí další substituent. Příkladem může být tvorba halogenhydrinu z propen-2-ylbenzenu:
Vzhledem k převažující tvorbě jednoho z možných produktů je reakce selektivní.
U různých skupin chemických sloučenin za určitých podmínek bylo vytvořeno několik souborů pravidel regioselektivity, z nichž mnohá byla pojmenována. Patří sem Markovnikovovo pravidlo pro adice protických kyselin na alkeny a Fürstovo-Plattnerovo pravidlo pro adice nukleofilů na deriváty cyklohexenu, obzvláště epoxidů.
Regioselektivitu při reakcích vedoucích k uzavírání cyklů udávají Baldwinova pravidla. Pokud může při reakci vznikat více různých orientací produktu, jedna z nich bude převažovat (například Markovnikovův produkt oproti antiMarkovnikovu při adici na dvojnou vazbu).
Regioselektivita se uplatňuje i u specifických reakcí, jako jsou například adice na pí ligandy.
K selektivitě rovněž dochází u připojování karbenů, například během Baeyerovy–Villigerovy oxidace. Při této reakci se kyslík regioselektivně váže do blízkosti karbonylové skupiny. U ketonů se kyslík přednostně váže na více substituovaný uhlík (tedy podle Markovnikovova pravidla); například ve studii zkoumající reakce acetofenonů se kyslík převážně vázal mezi karbonyl a aromatický kruh za vzniku acetylesterů namísto methylbenzoátů.